# Селена
Селена (грч. Σελήνη — „месец”), богиња и персонификација Месеца, кћи титана Хипериона и Теје, сестра бога Сунца Хелија и богиње зоре Еос у грчкој митологији. Према Платону, њој су се клањали само варвари. Богиња месеца се у римској митологији називала Луна. Замишљана је као прелепа жена која се вози у кочији коју вуку коњи или волови. После ју је заменила Артемида, а у римској митологији Дијана.

## Љубав
Верује се да је била једна од Зевсових љубавница. Селена је са Зевсом имала кћер Пандију, а према неким митовима, њен потомак је и Немејски лав. Селена је имала везу и с Паном. Најпознатији је мит о њеној љубави с Ендимионом.

### Селена и Ендимион
Према легенди заљубила се у Ендимиона, познатог по изузетној лепоти. Био је краљ Елиса, где је имао дуги култ. Према локалном веровању, Селена је родила 50 кћери с Ендимионом, што је симболизовало педесет лунарних циклуса између Олимпијских игара. Имена неких од њих позната су и данас. Немеа је млади месец, Пандеа је фаза опадања, Менискус је полумесец, а Мена је пуни месец. Селена је замолила Зевса да га заувек успава како би остао вечно млад и како је никад не би оставио. Селена је сваке ноћи силазила к њему да га пољуби.